# 리처드 에벌린 버드

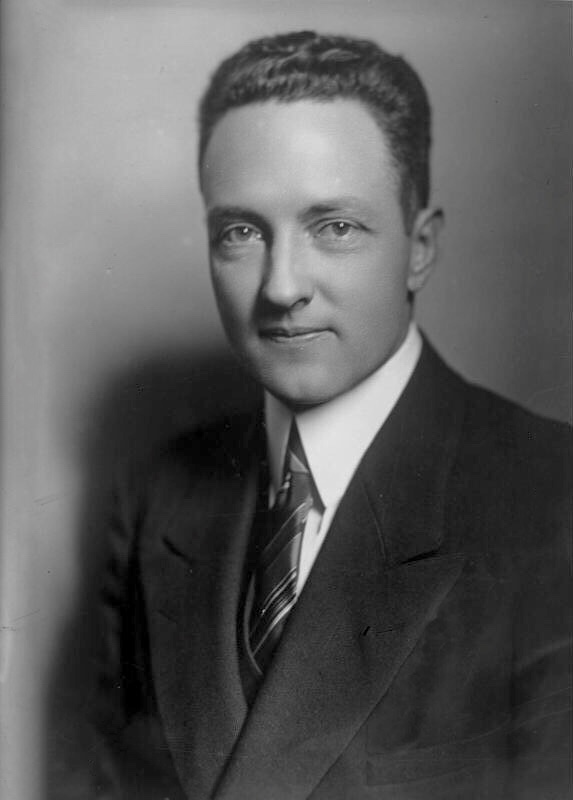
리처드 에벌린 버드 (1929)

리처드 에벌린 버드(Richard Evelyn Byrd ; 1888년 ~ 1957년)는 미국의 탐험가 및 비행사이다. 해군 학교를 졸업하고 1926년에 해군 항공대 지휘로 북극 상공에 도달해 비행기를 이용한 최초의 북극 탐험자가 되었다. 1927년 뉴욕에서 프랑스 사이의 대서양 무착륙 횡단 비행에 성공하였다. 1928년 전 미국인의 후원을 얻어 대규모 탐험대를 조직해 뉴욕 호로 남극 탐험에 나서기 시작하였고 그 해 12월 25일에 목적지인 남극에 도착하였다. 비행기로의 탐험에 성공하여 남극 지대의 지리 · 기상 · 자원 · 해양에 관하여 과학적으로 조사하였다. 1956년 그는 지구 관측을 위하여 미국 남극 탐험대의 총지휘관이 되어 활약하기도 하였다.

## 같이 보기
- 프리메이슨 목록